# Różewicz – Interpretacje
Różewicz – Interpretacje – album studyjny raperów Sokoła i Hadesa oraz zespołu producenckiego Sampler Orchestra. Wydawnictwo ukazało się 12 czerwca 2015 roku nakładem wytwórni muzycznej Prosto w kooperacji z Narodowym Centrum Kultury. Na płycie znalazły się interpretacje poezji Tadeusza Różewicza. Okładkę i oprawę graficzną albumu wykonał Grzegorz "Forin" Piwnicki. Album dotarł do 29. miejsca polskiej listy przebojów – OLiS.

## Odbiór
Album spotkał się z pozytywnym odbiorem wśród recenzentów. Krytycy w swych opiniach podkreślali swobodę w operowaniu i łączeniu różnorodnych gatunków muzycznych przez autorów muzyki na płycie – Sampler Orchestra. 
Redaktor portalu Interia.pl – Marcin Flint: "[...] napięcie, wyrazisty, szarpiący bas, chłód, te plastyczne niedopowiedzenia, w moim mniemaniu stanowią punkt wspólny. Tropów może być zresztą mnóstwo - potężne bębny bywają wprost z EBM-owych kompozycji, cyfrowe rozmycia, szelesty i migotania z wcinającą się trąbka wnoszą trochę nu jazzu, mamy trochę glitchy, sample w roli zaburzaczy spokoju, industrialną twardość. Cały ten zbiór rozwiązań najłatwiej byłoby chyba upchnąć w zbiorze z grubsza określonym jako trip-hop[...]".
Dziennikarz magazynu Aktivist – Filip Kalinowski napisał: "Szorstkie, acz motoryczne kompozycje Staszka Koźlika i Pawła Moszyńskiego czerpią z jazzu, elektroniki i hip-hopu, dla wszystkich tych gatunków znajdując wspólny mianownik chłodu, melancholii i… groove’u. Sokół i Hades natomiast – choć czasem przesadzają z interpretacjami podkreślającymi pointy – z zadania „czytania” poezji wywiązali się znakomicie.".
Dawid Bartkowski w swej recenzji na łamach portalu T-mobile-music.pl napisał o muzykach duetu Sampler Orchestra: "Bawią się gatunkami, bawią się instrumentarium i przede wszystkim bawią się ze słuchaczem, zabierając go w rejony rzadko odkrywane przez typowego polskiego słuchacza rapu. Miszmasz gatunkowy i stylistyczny jest tutaj wzorowy, a jak jest z wykonaniem? Podobnie jak z zarapowanymi tekstami - albo to się czuje, albo nie. Jeden z moich znajomych dziennikarzy stwierdził, że ich muzyką można by było obdarować kilka projektów.". 

## Lista utworów
Opracowano na podstawie materiału źródłowego.
1. "Wicher dobijał się do okien" – 2:54
2. "Możliwe" – 3:20
3. "Moje ciało" – 2:52
4. "Nie śmiem" – 1:51
5. "Bez" – 3:53
6. "Cierń" – 3:25
7. "Zdjęcie ciężaru" – 1:23
8. "Zielona róża" – 5:26
9. "Próbowałem sobie przypomnieć" – 3:33
10. "Pisałem" – 1:55
11. "Wiedza" – 3:44
12. "Powrót" – 2:34
13. "Ścigany" – 3:09